# هجرس أخضر
الهجرس الأخضر أو السعدان الأخضر (الاسم العلمي:Chlorocebus sabaeus) (بالإنجليزية: Green Monkey)‏ هو نوع من الحيوانات يتبع جنس العبلنج من فصيلة سعادين العالم القديم.
يعيش في مجموعات تتكون الواحدة من حوالي 50 قردا ويقودها أحد الذكور القوية وتلد أنثى السعدان الأخضر مولود واحد بعد ستة أشهر من الحمل ويستطيع صغير السعدان الأخضر تسلق الاشجار بعد 30 يوم من ولادته ويبقى المولود ستة أشهر تحت رعاية الأم ويصل عمر السعدان إلى 20 عامًا.